# Lucía Pérez Camarena
Carmen Lucía Pérez Camarena (San Pedro Tlaquepaque, Jalisco, 8 de octubre de 1968) es una política mexicana, miembro del Partido Acción Nacional (PAN). Ha sido diputada al Congreso de Jalisco y diputada federal.

## Biografía
Es licenciada en Ciencias de la Educación egresa del Instituto Tecnológico y de Estudios Superiores de Occidente (ITESO). Miembro activo del PAN desde 1993, fue consejara estatal y secretaria de promoción política de la mujer en 1996, secretaria de Formación y Capacitación de 1997 a 1999 y secretaria General Adjunta de 1999 a 2001 del comité estatal del PAN en Jalisco.
En 2001 fue elegida diputada suplente por la vía de la representación proporcional a la LVI Legislatura del Congreso del Estado de Jalisco, siendo propietario Tarcisio Rodríguez Martínez. Pasó a ocupar la titularidad de la diputación al pedir licencia el titular y en la que fue integrante de la comisión de Equidad y Género. Previamente, de 2001 a 2002 fue oficial mayor del ayuntamiento de Tlaquepaque, que presidía el alcalde José Antonio Álvarez Hernández; y de forma posterior, de 2003 a 2006 fue regidora del mismo ayuntamiento, esta vez presidido por Miguel Castro Reynoso.
De 2006 a 2009 fue diputada federal suplente a la LX Legislatura, siendo diputado propietario Raúl Alejandro Padilla Orozco; no llegó a ejercer la diputación. Paralelamente, de 2007 a 2012 fue presidenta del Instituto Jalisciense de las Mujeres, nombrada por el gobernador Emilio González Márquez.
Dejó la titulares del Instituto Jalisciense de la Mujer para ser elegida diputada federal por la vía de la representación proporcional a la LXII Legislatura de 2012 a 2015. En la Cámara de Diputados fue secretaria de las comisiones de Derechos de la Niñez; de Equidad de Género; de Radio y Televisión; así como integrante de las comisiones de Atención a Grupos Vulnerables; de Participación Ciudadana; y del Comité de la Evaluación de la Gestión y Operación del Centro de Desarrollo Infantil Antonia Nava de Catalán.
Se separó de la diputación por licencia el 26 de marzo de 2015 para ser candidata del PAN y el Partido de la Revolución Democrática (PRD) a presidenta municipal de Tlaquepaque en las elecciones de ése año. No logró el triunfo, que correspondió a María Elena Limón García, candidata de Movimiento Ciudadano. Al no lograr el cargo, se reintegró a la diputació el 8 de junio y permaneció en ella hasta el fin de su periodo el 31 de agosto del mismo año y el 1 de octubre siguiente asumió como regidora del ayuntamiento de Tlaquepaque, al que había sido elegida aun cuando no logró el triunfo como presidenta municipal.